# Тепекано
Тепекано (Tepecano) — мёртвый язык, принадлежащий к юто-ацтекской семье. На нём говорила небольшая группа народа в Аскельтан (ранее Ацкельтлан) штата Халиско, небольшой деревне в районе реки Боланьос в дальней северной части штата, к востоку от территории, где проживают уичоли. Язык наиболее тесно связан с южным диалектом языка тепеуа, распространённым в штате Дуранго. Тепекано был месоамериканским языком и продемонстрировал многие черты своего отношения к Месоамериканскому языковую союзу. Как известно до сих пор, последним носителем тепекано был Лино-де-ла-Роса (род. 22 сентября 1895 года), который всё ещё был жив по состоянию на февраль 1980 года.
Исследование тепекано впервые был осуществлено американским лингвистическим антропологистом Джоном Альденом Мэсоном в Аскельтане в период 1911—1913 годов. Эта работа привела к публикации монографического грамматического эскиза (1916), а также статьи о родной молитве на тепекано, которую Мэйсон собрал у информаторов (1918). Позже исследование было проведено американским лингвистом Деннисом Хольтом в 1965 и 1979—1980 годах, но ни один из его результатов с тех пор не был опубликован.